# Leopold Christiaan van Sleeswijk-Holstein-Sonderburg-Franzhagen
Leopold Christiaan van Sleeswijk-Holstein-Sonderburg-Franzhagen (Franzhagen, 25 augustus 1678 - Hamburg, 13 juli 1707) was van 1702 tot aan zijn dood hertog van Sleeswijk-Holstein-Sonderburg-Franzhagen. 

## Levensloop
Leopold Christiaan was de oudste zoon van hertog Christiaan Adolf van Sleeswijk-Holstein-Sonderburg-Franzhagen en diens echtgenote Eleonora Charlotte, dochter van hertog Frans Hendrik van Saksen-Lauenburg en gravin Maria Juliana van Nassau-Siegen. In 1702 volgde hij zijn vader op als hertog van Sleeswijk-Holstein-Sonderburg-Franzhagen. Ook was Leopold Christiaan kolonel van de cavalerie in het Deense leger.
Leopold Christiaan ging een morganatisch huwelijk aan met een zekere Anna Sophia Segelke (1684-?). Ze kregen drie zonen, die echter als onwettig werden beschouwd:
- Christiaan Lodewijk (1704-?)
- Leopold Karel (1705-1737)
- Christiaan Adolf (1706-1711)

In juli 1707 stierf hij op amper 28-jarige leeftijd. Omdat hij geen wettige nakomelingen had, werd hij opgevolgd door zijn jongere broer Lodewijk Karel.